# Xã Glenwood, Quận Winneshiek, Iowa
Xã Glenwood (tiếng Anh: Glenwood Township) là một xã thuộc quận Winneshiek, tiểu bang Iowa, Hoa Kỳ. Năm 2010, dân số của xã này là 632 người.